# Laxman Basnet
Laxman Basnet (sinh ngày 21 tháng 2 năm 1957) là một vận động viên chạy xa người Nepal. Ông đã tham gia môn chạy 5000 mét nam tại Thế vận hội Mùa hè 1980.